# Министр иностранных дел ЮАР
Министр иностранных дел ЮАР — министр в правительстве ЮАР. С 1927 по 1955 год обязанности министра иностранных дел выполняли премьер-министры страны.
Действующий министр иностранных дел ЮАР — Наледи Пандор. Она вступила в должность 30 мая 2019 года.

## Список министров иностранных дел
| Функции министра иностранных дел выполняли премьер-министры                   |                             |
| 1927 — 1939 год                                                               | Джеймс Барри Герцог         |
| 1939 — 1948 год                                                               | Ян Христиан Смэтс           |
| 1948 — 1954 год                                                               | Даниэль Франсуа Малан       |
| 1954 — 1955 год                                                               | Йоханнес Герхардус Стрейдом |
| Должность стала называться — Министр иностранных дел                          |                             |
| январь 1955 года — 9 января 1964 года                                         | Эрик Лоув                   |
| 9 января 1964 года — 1 апреля 1977 года                                       | Хилгард Мюллер              |
| 1 апреля 1977 года — 11 мая 1994 года                                         | Фредерик Бота               |
| 11 мая 1994 года — 17 июня 1999 года                                          | Альфред Нзо                 |
| 17 июня 1999 года — 11 мая 2009 года                                          | Нкосазана Дламини-Зума      |
| Должность стала называться — Министр международных отношений и сотрудничества |                             |
| 11 мая 2009 года — 26 февраля 2018 года                                       | Маите Нкоана-Машабане       |
| 27 февраля 2018 года — 29 мая 2019 года                                       | Линдиве Сисулу              |
| 30 мая 2019 года — н.в.                                                       | Наледи Пандор               |